# Tropicana Las Vegas
Het Tropicana was een in 1957 geopend hotel en casino aan de Strip in Las Vegas, Nevada, Verenigde Staten. Het hotel was eigendom van Tropicana Las Vegas Hotel and Resort Inc. en werd beheerd door Alex Yemenidjian onder de naam Armenco Holdings.

## Geschiedenis

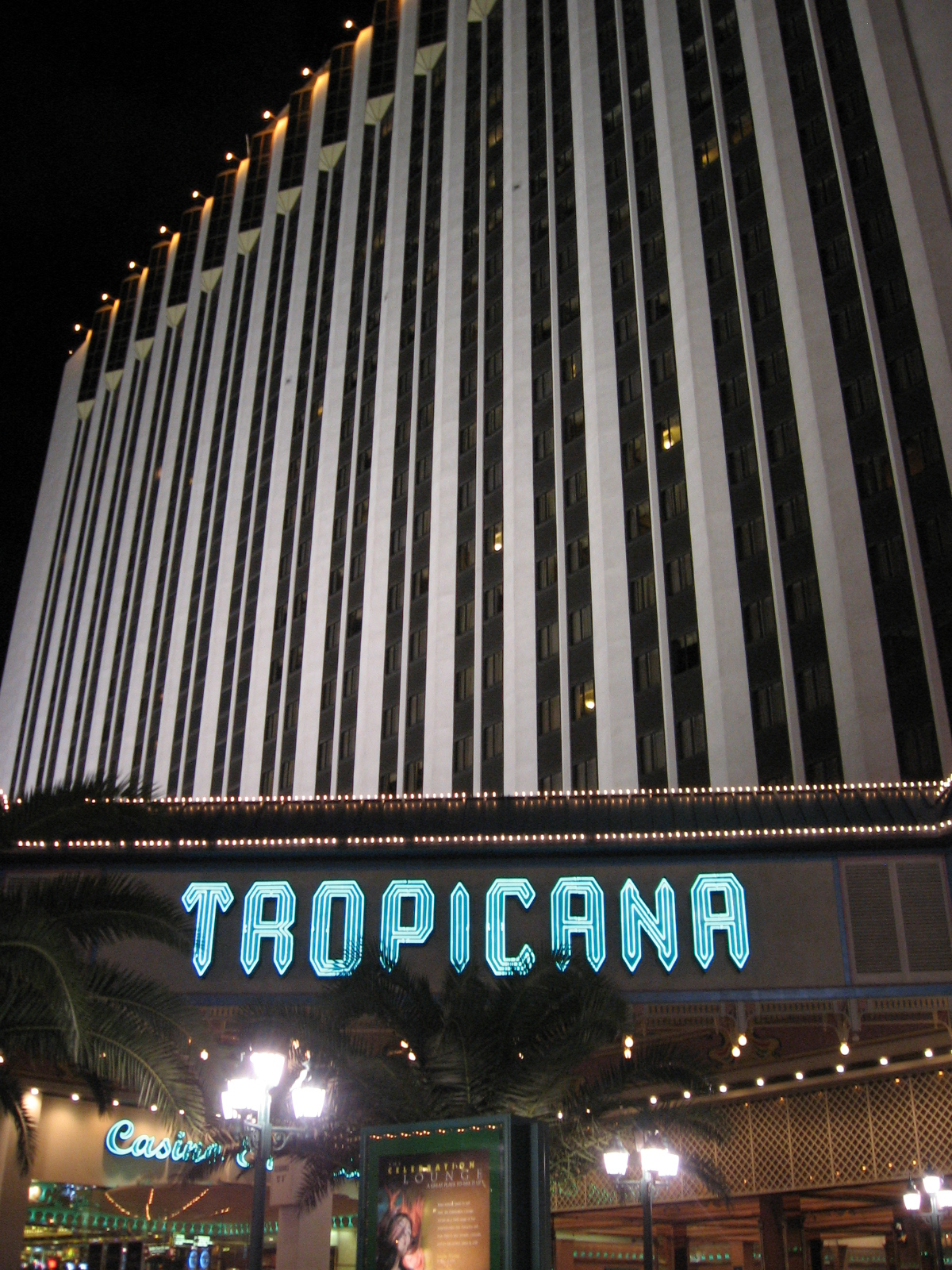
De voorgevel van het Tropicana

In 1955 kwam Ben Jaffe, een manager van Fontainebleau Miami Beach, naar Las Vegas en kocht daar een stuk land van veertig hectaren groot tussen Las Vegas Boulevard en Bond Road (nu Tropicana Avenue). Op deze plek wilde hij een hotel bouwen met dezelfde ambiance als het hotel in Miami. Door de concurrentiestrijd met het Stardust werd de bouw vertraagd en werden de kosten hoger dan begroot. Dit zorgde ervoor dat Jaffe zijn aandelen in het Fontainebleau moest verkopen om het Tropicana te kunnen betalen.
In eerste instantie werd het hotel beheerd door Phillip Kastel, een bekende van Jaffe, maar deze werd door de Nevada Gaming Control Board verdacht van contacten met de maffia. Nadat er aanwijzingen waren gevonden dat een deel van de inkomsten door werden gespeeld naar een maffioso, Frank Costello, werd Kastel vervangen door Kell Housells, tevens eigenaar van Las Vegas Club.
In 1959 kocht Housells Jaffe uit en werd zo eigenaar van het Tropicana. Het hotel verloor echter de concurrentiestrijd met grotere hotels als het Las Vegas Hilton en het Caesars Palace. Hierdoor werd het hotel overgenomen door Texas International Airlines in 1968. Drie jaar later, in 1971, werd het hotel overgenomen door Deil Gustafson. Waarna Mitzi Stauffer Briggs in 1975 eenenvijftig procent van het bedrijf opkocht om vervolgens te beginnen met de bouw van de tweeëntwintig verdiepingen hoge Tiffany Tower.
Nadat er in 1979 een skim-operatie van de Kansas City-maffia werd opgerold werden de eigenaren gedwongen het hotel te verkopen. Het hotel werd opgekocht door Ramada die vervolgens in 1986 de eenentwintig verdiepingen hoge Island Tower liet bouwen.
In 1989 werden alle gokeigendommen van Ramada onder leiding van Aztar Corporation gezet. Deze dochteronderneming werd vervolgens in 2007 door Columbia Sussex overgenomen. Columbia Sussex werd echter in mei 2008 failliet verklaard. Het Tropicana, dat een jaar later 440 miljoen dollar aan schulden had, werd overgenomen door verschillende investeerders onder de naam Tropicana Entertainment. Dit gebeurde onder leiding van het Canadese Onex Corporation en de voormalig CEO van MGM Resorts, Alex Yemenidjian.
In het overgebleven deel van Columbia Sussex klaagden de eigenaren van het hotel en vroegen vergoeding voor het gebruik van de naam Tropicana. De zaak werd in augustus 2011 afgehandeld waarbij werd besloten dat het hotel en casino het enige recht op de naam had en daar geen enkele vergoeding voor hoefde af te dragen.
Het Tropicana sloot op 2 april 2024 zijn deuren en is in oktober 2024 gesloopt om plaats te maken voor een nieuw honkbalstadion in Las Vegas.

## Ligging
Het hotel lag aan de Las Vegas Boulevard bij de kruising met Tropicana Avenue in Las Vegas, Nevada, Verenigde Staten. Het was het meest zuidelijke hotel (oostkant) aan de strip. Aan de noordkant ligt nog steeds het MGM Grand en ertegenover het Excalibur. Het hotel lag aan het kruispunt met de meeste hotelkamers ter wereld, waarmee het kruispunt een van de drukste ter wereld is/was. Dit deed de gemeente van Clark County doen besluiten dat het voetgangers- en wegverkeer gescheiden moest worden. Zo is het kruispunt op straatniveau niet te bereiken door voetgangers, deze moeten via bruggen de straat oversteken.

## Ontwerp

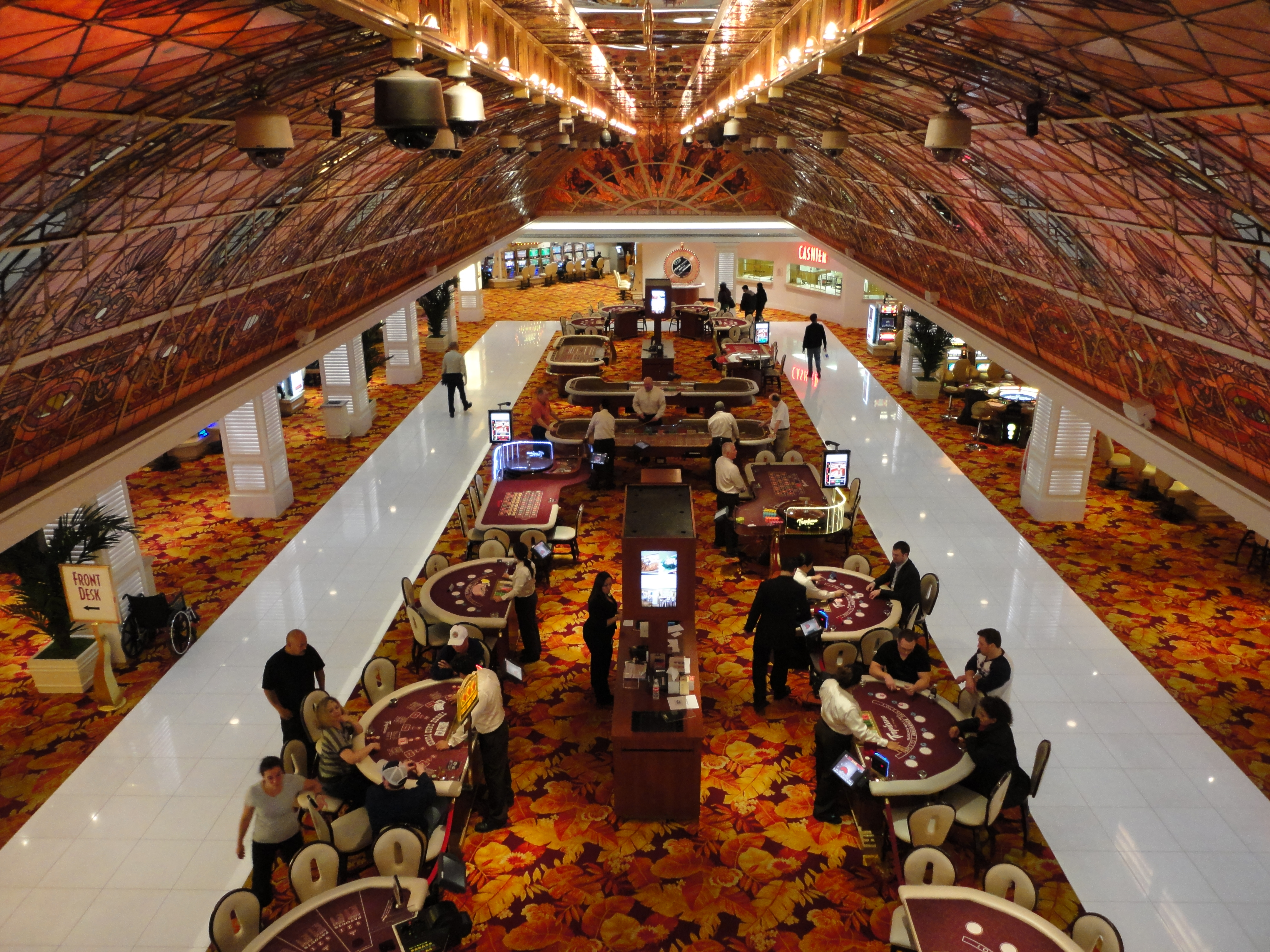
Het casino van het Tropicana

Het Tropicana werd gebouwd met als het thema het Fontainebleau Miami Beach. Het hotel bestond uit twee torens die bij elkaar 1.658 kamers huisvestten. Verder bezat het hotel verschillende zwembaden en was er een casino met een oppervlakte van 4.600 m². Het Tropicana bestond uit verschillende hotels, winkels en theaters. Ook was er een casino en een 9.300 m² groot conferentiecentrum.

### Verbouwing 2006-2011
Op 2 november 2006 werd er een grote renovatie aangekondigd door Aztar Corporation. Er zou voor een totaal bedrag van twee miljard dollar worden verbouwd in het hotel. Er zouden vier nieuwe torens worden gebouwd en het totaal aantal kamers zou naar 10.000 worden verhoogd. Deze verbouwing zou ervoor zorgen dat het hotel het grootste ter wereld zou worden. Een van de nieuwe torens zou een ander hotel worden waardoor het totaal aantal torens van het Tropicana op vijf zou komen te staan.
Naast de nieuwe torens zou het casino worden verbouwd en uitgebreid naar 9.300 m² en het zwembad zou worden verbouwd en uitgebreid. Er zou een nieuw winkelcentrum komen van 19.000 m² en er zouden verschillende nieuwe restaurants, bars en nachtclubs komen. Tevens waren er plannen voor een nieuw theater met plek voor 1.500 bezoekers en er zou een grote waterattractie bij het zwembad komen. Deze plannen werden echter in de wacht gezet toen de kredietcrisis uitbrak. De plannen werden helemaal stopgezet toen Aztar Corporation failliet werd verklaard.
In augustus 2008 werd door Tropicana Entertainment's topman Alex Yemenidjian een nieuw plan gepresenteerd. Het plan zou in drie fases worden uitgevoerd. In fase één werden het conferentiecentrum en andere kleine faciliteiten gerenoveerd. Deze fase werd eind 2009 voltooid, daarna werd er begonnen met fase twee. Hierin werden de kamers en andere bezoekersruimtes gerenoveerd. Na het voltooien van fase twee in augustus 2010 werd begonnen met fase drie, die werd voltooid halverwege 2011. In fase drie werd een grote renovatie van het zwembad voltooid. Zo kwam er een nieuwe club bij het zwembad en werd het zwembad uitgebreid.

## Faciliteiten

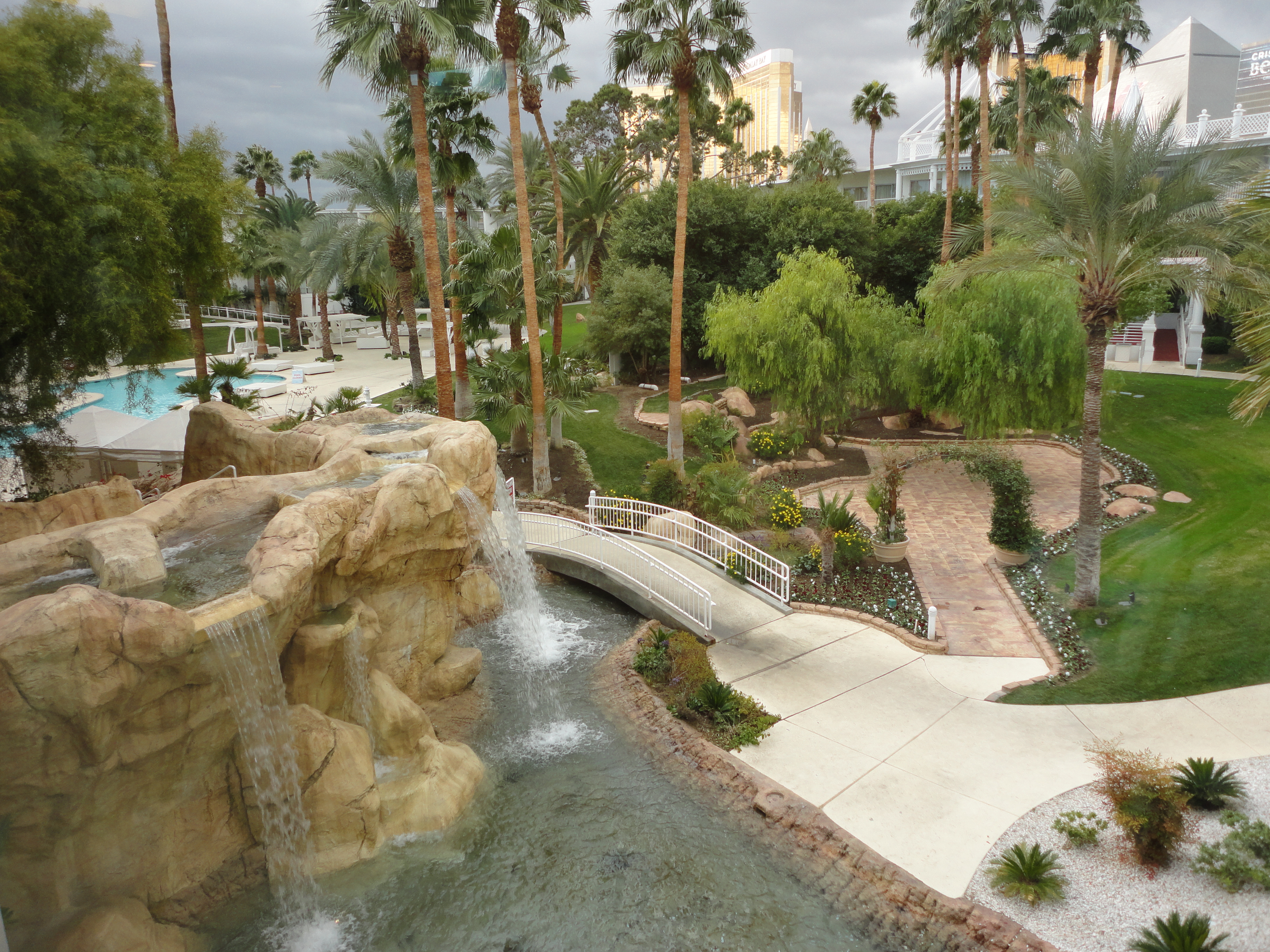
Het zwembad en de tuinen van het Tropicana

### Hotel en casino
Het Tropicana had verschillende restaurants, bars en nachtclubs. Daarnaast was er een groot casino en konden de gasten gebruik maken van een zwembad.

### Winkels
Naast het winkelcentrum Essentials in de lobby van het hotel waren er ook verschillende kleine winkels in de Palm Way op de tweede verdieping. Zo waren er winkels als Marshall Rousso Accessories, Tropicana Logo, Flip Flop Stop, Accessories en Gemstones & Globes.

### Amusement
In het Tropicana hebben enkele grote shows gelopen, waaronder Brad Garretts Comedy Club, dat in 2012 verhuisde naar het MGM Grand. Tevens hebben de Titanic: The Artifacts Exhibition en Bodies: The Exhibition gestaan in het Tropicana, beide waren later te zien in het Luxor. Daarna was er de The Las Vegas Mob Experience, waarin verschillende kanten van de maffia in Las Vegas werden belicht.